# وادي بودواو
وادي بودواو هو مجرى مائي ينبع من جبال الخشنة ليصب شمال مدينة بودواو ثم في البحر الأبيض المتوسط مرورا بولاية بومرداس.

## المجرى المائي
يتميز مجرى وادي بودواو بكون قاع المجرى خاليا فيه من المواد الشيستية والترابية.
وتسمح هذه الخاصية، التي يشترك فيها هذا المجرى المائي مع كل من وادي عربية ووادي مغلدن ووادي بومرداس ووادي يسر، باستخراج الرمل والحصى لاستعمالهما في تحضير الملاط والخرسانة · .
ويُعتبر مجرى وادي بودواو كرواق حقيقي عرضه يتراوح بين 5 متر و 600 متر، وينحدر تدريجيا انطلاقا من تقاطعه مع وادي قدارة في بلدية قدارة على مستوى جبل بوزقزة في الجنوب متوجها نحو مصبه في البحر الأبيض المتوسط في شرق مدينة بومرداس.
ويتميز مجرى هذا الوادي بانحدار متوسط سمح بإنشاء سد قدارة خلال عام 1987م.
وبما أن تدفق المياه يزداد أثناء فترة تساقط الأمطار في الشتاء، فإن ممرات وجسور تم إنشاؤها لتسهيل تنقل سكان القرى والأحياء السكنية المحيطة بضفتيه.

## المسار
يمر «وادي بودواو» عبر ولاية جزائرية ساحلية واحدة في جبال الخشنة.
| رقم | ولاية بومرداس |
| --- | ------------- |
| 01  | قدارة         |
| 02  | خروبة بودواو  |
| 03  | بودواو        |
| 04  | بودواو البحري |

## الوديان
يتقاطع «وادي بودواو» مع العديد من الوديان في ولاية بومرداس.
| رقم | ولاية بومرداس  |
| --- | -------------- |
| 01  | وادي قدارة     |
| 02  | وادي الحد      |
| 03  | وادي صحاروة    |
| 04  | وادي بن مرزوقة |

## السدود

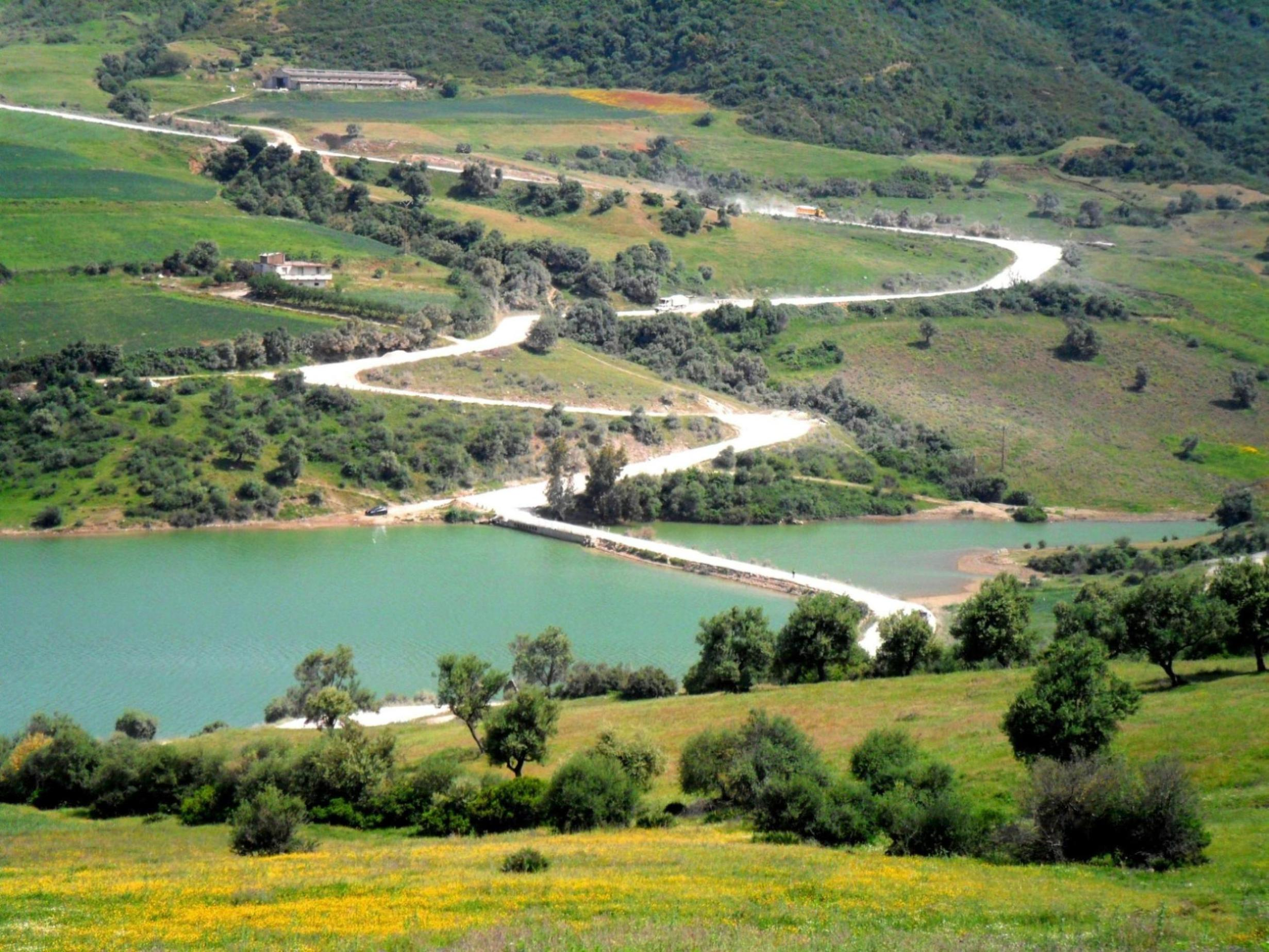
سد قدارة

يمر «وادي بودواو» عبر العديد من السدود في ولاية بومرداس عبر مساره.
| رقم | ولاية بومرداس | الإحداثيات |
| --- | ------------- | ---------- |
| 01  | سد قدارة      |            |

## الطرق الوطنية

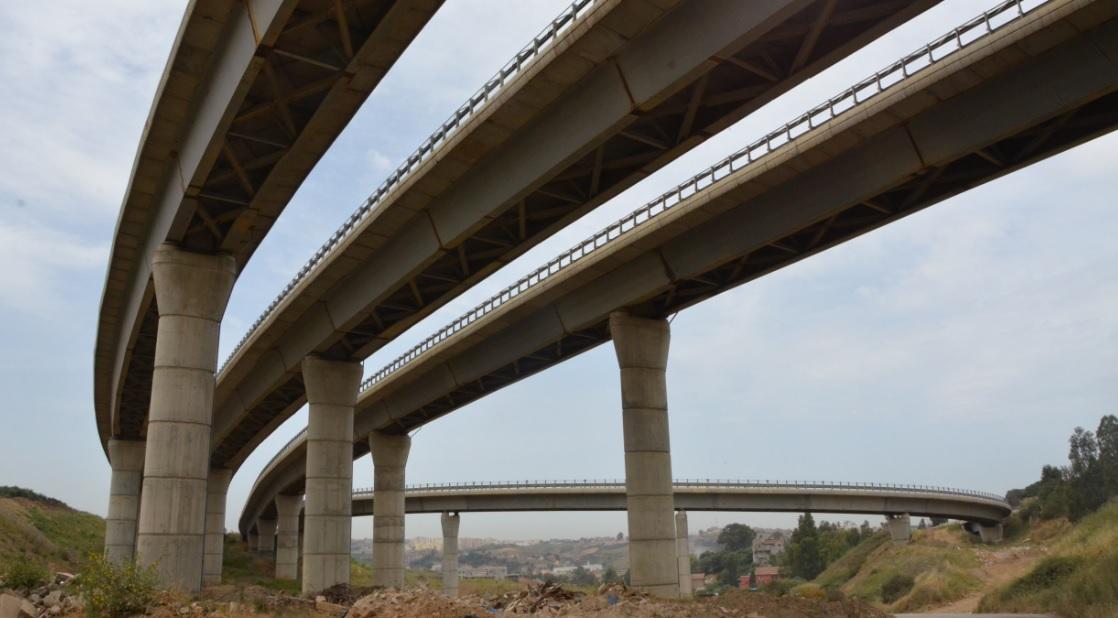
جسر برحمون في بودواو

يتقاطع «وادي بودواو» مع العديد من الطرق الوطنية أثناء عبوره ولاية بومرداس في جبال الخشنة.
| رقم | ولاية بومرداس        | الإحداثيات |
| --- | -------------------- | ---------- |
| 01  | الطريق الوطني رقم 5  |            |
| 02  | الطريق الوطني رقم 24 |            |
| 03  | الطريق الوطني رقم 29 |            |

## مكتبة الصور

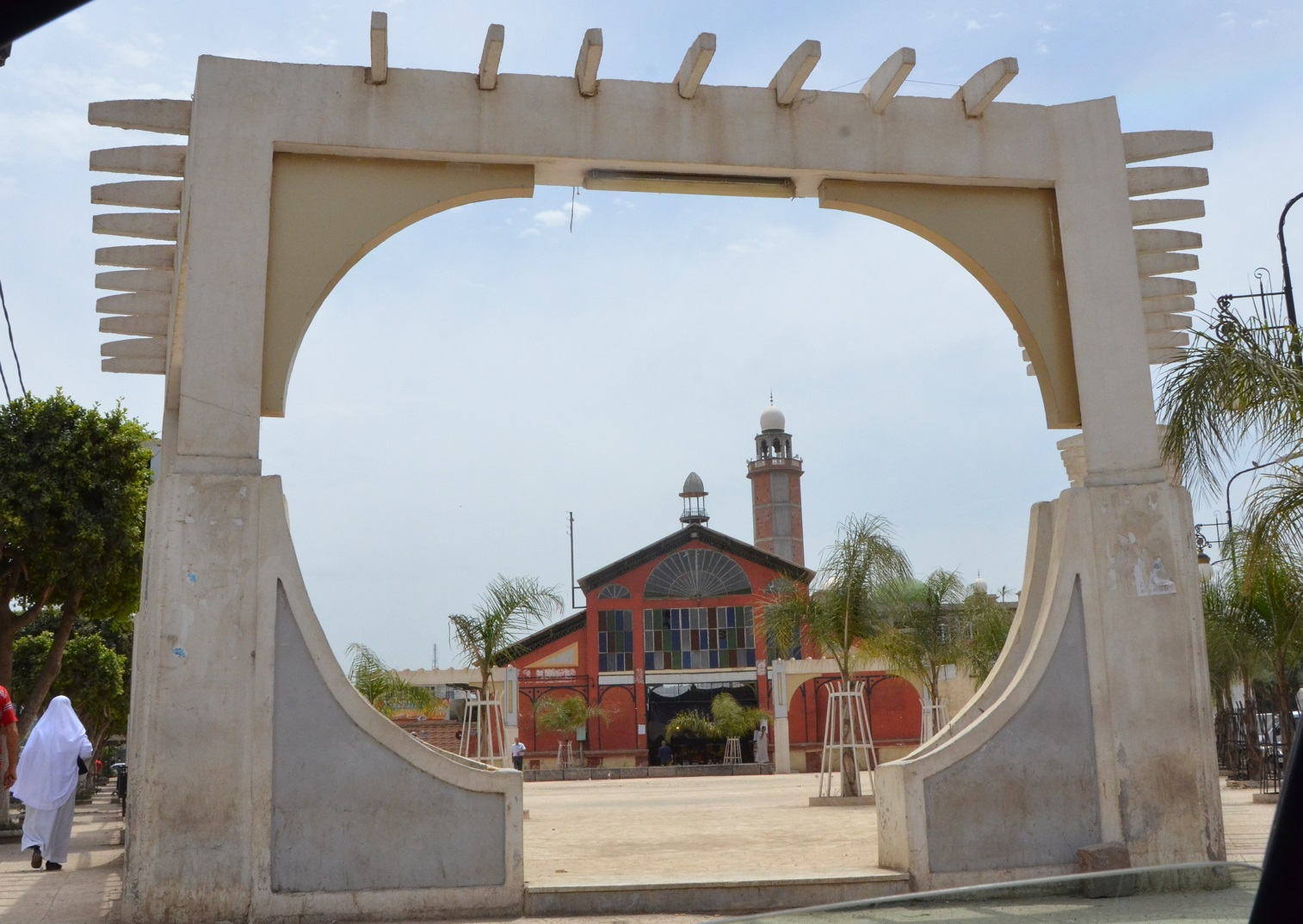
وسط مدينة بودواو
سد قدارة
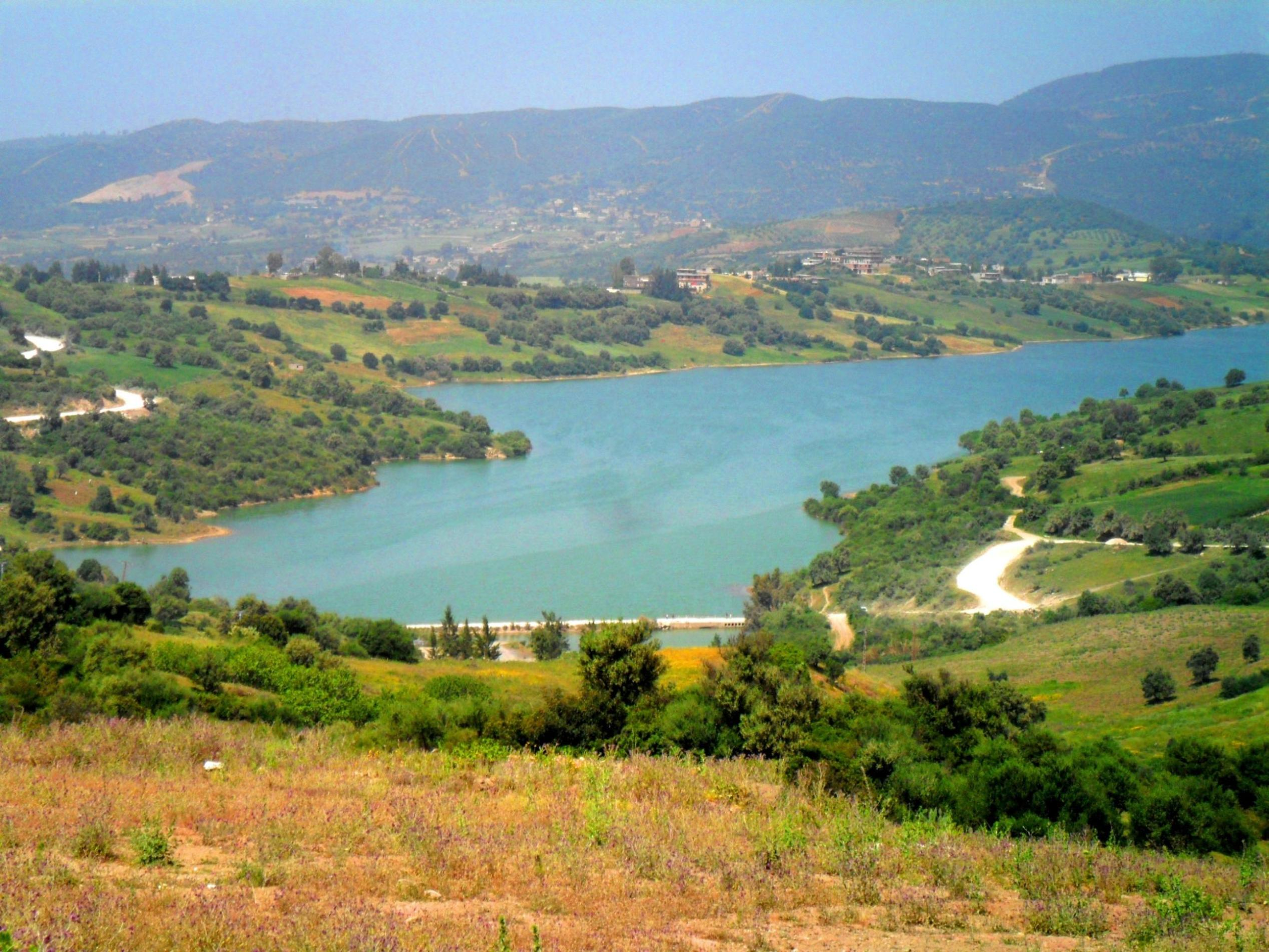
سد قدارة
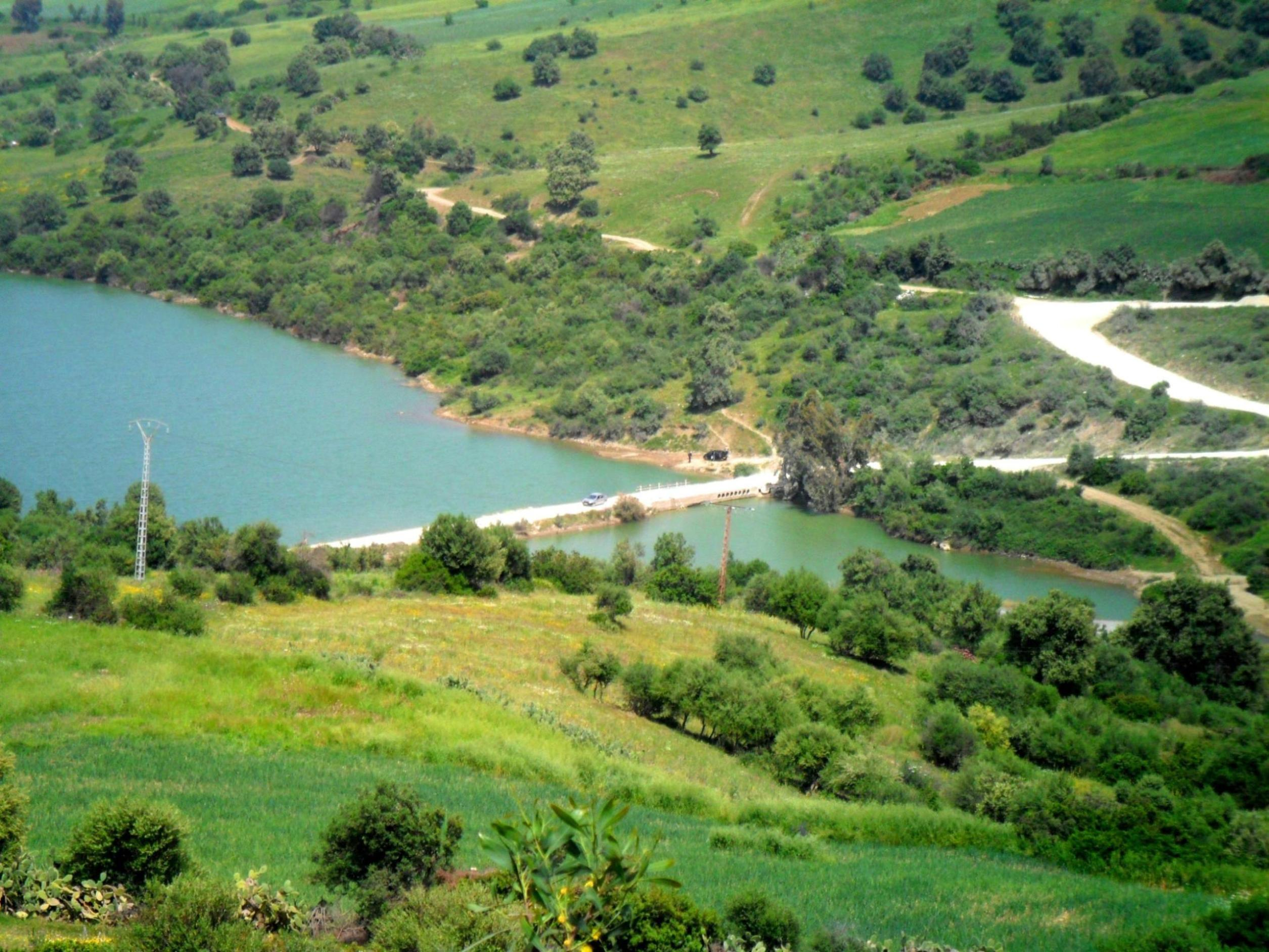
سد قدارة
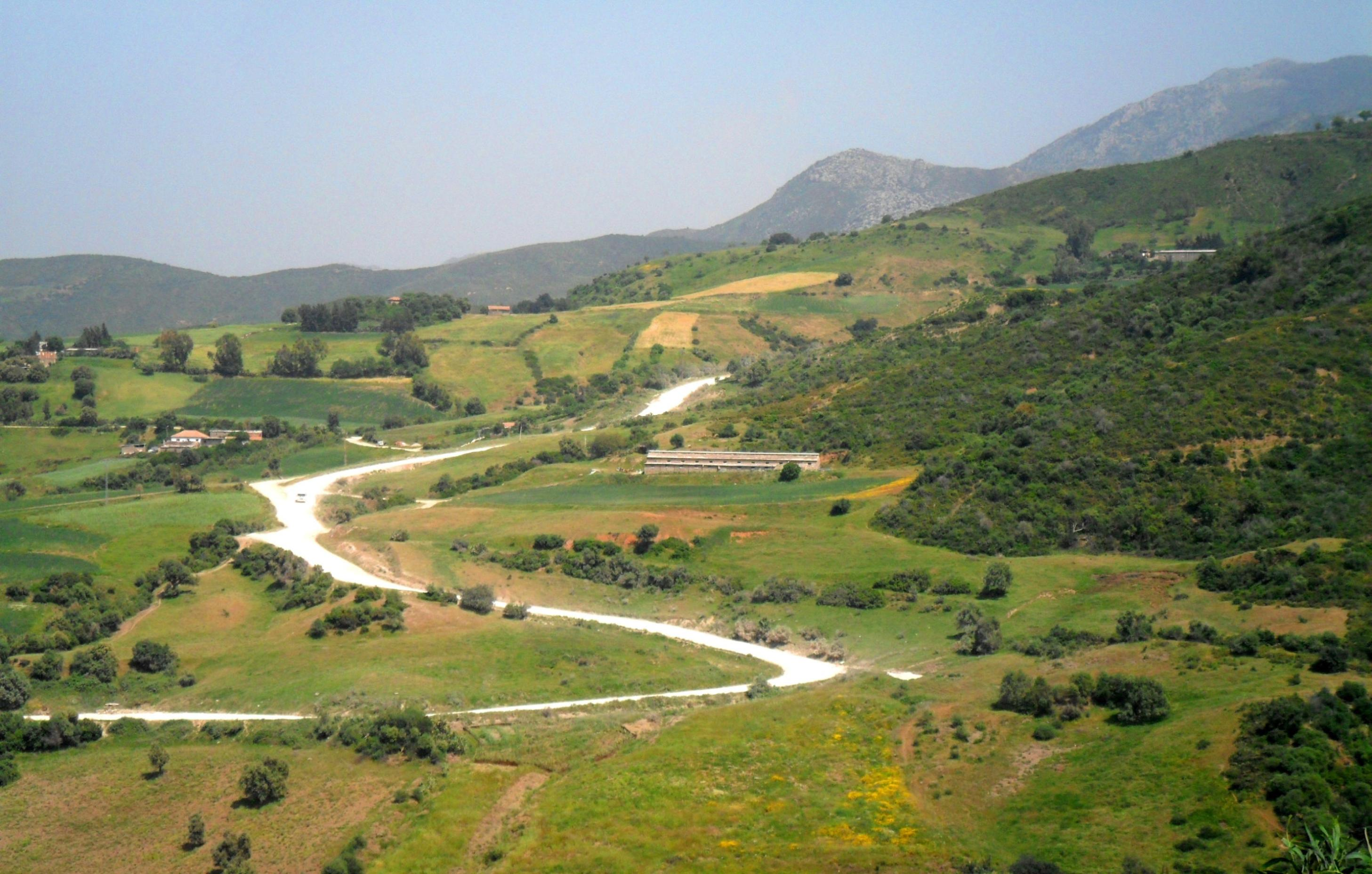
سد قدارة
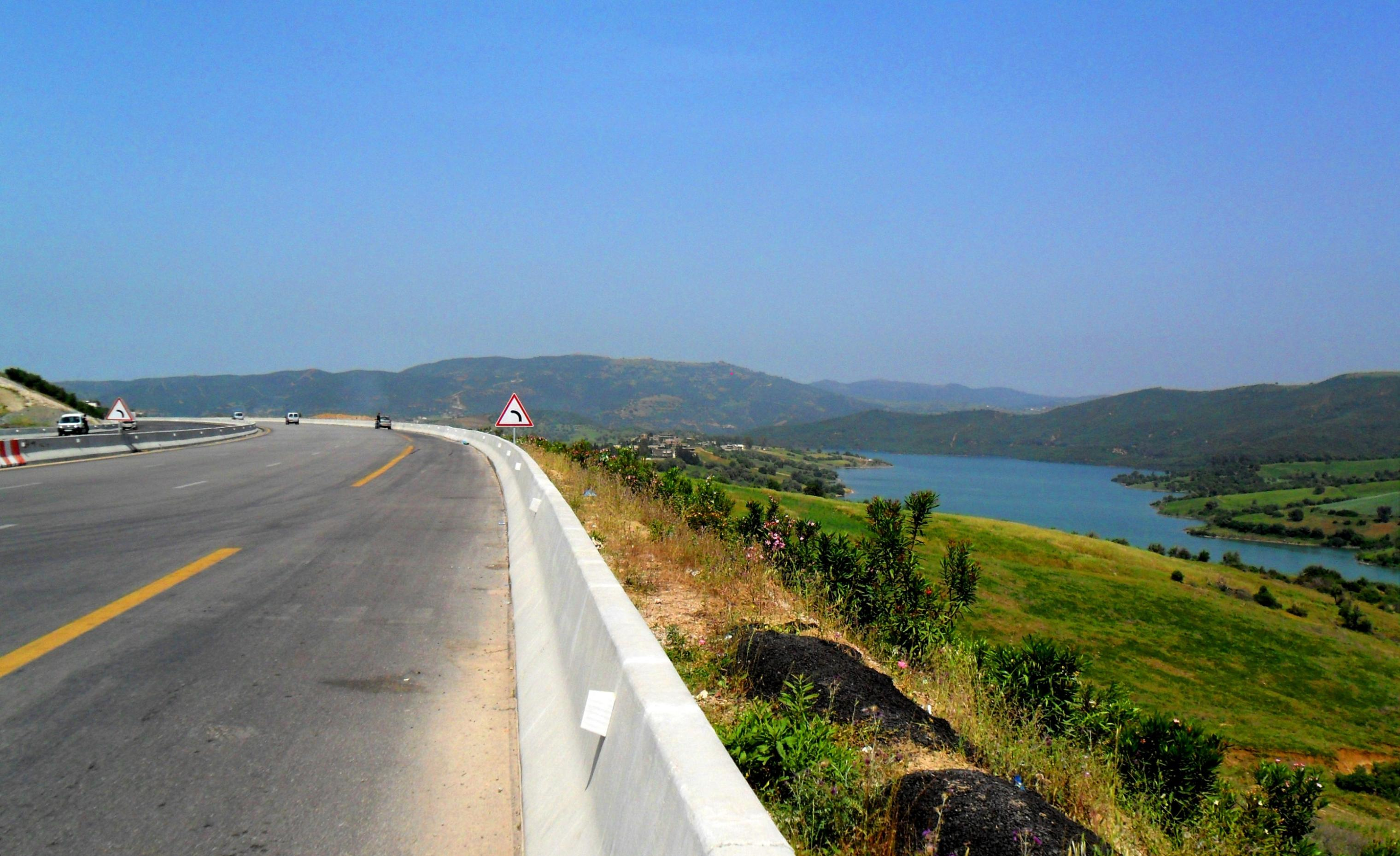
سد قدارة

### وصلات خارجية
- وكالة حماية ساحل ولاية الجزائر
- وزارة الموارد المائية الجزائرية
- موقع ولاية بومرداس

### فيديوهات
- روبورتاج وكالة الأنباء الجزائرية حول وادي الحراش على يوتيوب.